# Teden Mengi
Teden Mambuene Mengi (* 30. April 2002 in Manchester) ist ein englischer Fußballspieler. Der Innenverteidiger steht bei Luton Town unter Vertrag.

## Karriere

### Im Verein
Mengi durchlief die Jugendakademie von Manchester United. So kam er schon in der Saison 2017/18 zu ersten Einsätzen für das Team in der U-18 Premier League. In der Saison 2018/19 wurde er dort zum Stammspieler. Im September 2019 unterschrieb er daraufhin seinen ersten Profivertrag bei Manchester United. In der Saison wurde er hauptsächlich in der U-23 in der Premier League 2 eingesetzt, stand aber auch vereinzelt im Kader der Profis. Sein Debüt für die Profimannschaft von Manchester United gab er am 5. August 2020, als er in der Europa League im Achtelfinal-Rückspiel gegen den LASK in der 84. Spielminute für Timothy Fosu-Mensah eingewechselt wurde. Allerdings blieb das vorerst sein einziger Einsatz in der Profimannschaft. Während der Saison 2020/21 stand er zwar vereinzelt im Kader, wurde ansonsten aber weiterhin in der Premier League 2 eingesetzt.
Im Februar 2021 wurde Mengi für den Rest der Saison an den englischen Zweitligisten Derby County abgetreten. Dort traf er auf Uniteds Vereinslegende Wayne Rooney, der dort inzwischen Cheftrainer war. Am 13. Februar 2021 kam er zu seinem ersten Einsatz für sein neues Team, als er beim 2:1-Sieg gegen den FC Middlesbrough in der 86. Spielminute für Kamil Jozwiak eingewechselt wurde. Im darauffolgenden Spiel gegen die Wycombe Wanderers stand er erstmals in der Startelf seiner Mannschaft. Aufgrund einer Verletzung während des Trainings wurde die Leihe nach etwas mehr als zwei Monaten und insgesamt neun Ligaeinsätzen vorzeitig abgebrochen, sodass Mengi wieder zu Manchester zurückkehrte.
In der Saison 2021/22 blieb Mengi für die U23 von Manchester United aktiv und war Stammspieler und Kapitän der Mannschaft in der Premier League 2 sowie in der UEFA Youth League. Daneben gab er am 8. Dezember 2021 sein Debüt in der UEFA Champions League unter Trainer Ralf Rangnick. Dies blieb jedoch sein einziger Einsatz in der 1. Mannschaft. Am 4. Januar 2022 wechselte er schließlich für den Rest der Saison auf Leihbasis zum Zweitligisten Birmingham City. Dort war er auf Anhieb Stammspieler in der Innenverteidigung und konnte gute Leistungen zeigen, ehe er wegen einer Oberschenkelverletzung einen Großteil der restlichen Saison verpasste. Insgesamt kam er so nur auf neun Einsätze für Birmingham, bei denen er stets in der Startformation stand.
Nach Ende der Leihe kehrte Mengi zu Manchester United zurück, wurde dort jedoch erneut nur in der U-21 in der Premier League 2 als Kapitän eingesetzt. Auch in der Saison 2022/23 war er von Verletzungen geprägt, erst im Oktober konnte er sein Comeback feiern. Während eines Freundschaftsspiels gegen Betis Sevilla im Dezember 2022 verletzte er sich erneut.
Im Sommer 2023 wechselte er zu Aufsteiger Luton Town.

### In der Nationalmannschaft
Mengi durchlief auch die Jugendmannschaften der englischen Nationalmannschaft. Zuletzt kam er im November 2021 in der U-20-Nationalmannschaft bei einer 0:2-Niederlage gegen Portugal zum Einsatz.